# Nicolas Bean
Nicolas Bean (Ottawa, 8 ottobre 1987) è un ex pattinatore di short track canadese naturalizzato italiano.

## Biografia
Nato ad Ottawa, in Canada, ha gareggiato per la società italiana ASD Bormio Ghiaccio. È entrato nel giro della nazionale nel 2007. È alto 1,60 metri per 63 chilogrammi, risiede a Valdisotto e si allena a Bormio.
Nel 2010 ha rappresentato l'Italia ai Giochi olimpici di Vancouver. Ha gareggiato nella staffetta 5000 metri, con i compagni di nazionale Claudio Rinaldi, Yuri Confortola e Nicola Rodigari, dove è stato eliminato in semifinale per squalifica, dopo una caduta che ha danneggiato la squadra francese. Nei 1500 metri è stato eliminato nelle batterie.
Si è ritirato nel 2010.